# Чертезе (комуна)
Чертезе (рум. Certeze) — комуна у повіті Сату-Маре в Румунії. До складу комуни входять такі села (дані про населення за 2002 рік):
- Мойшень (1286 осіб)
- Хута-Чертезе (1077 осіб)
- Чертезе (3083 особи) — адміністративний центр комуни

Комуна розташована на відстані 435 км на північний захід від Бухареста, 44 км на схід від Сату-Маре, 125 км на північ від Клуж-Напоки.

## Населення
За даними перепису населення 2002 року у комуні проживали 5446 осіб.
Національний склад населення комуни:
| Національність | Кількість осіб | Відсоток |
| -------------- | -------------- | -------- |
| румуни         | 5338           | 98,0%    |
| словаки        | 101            | 1,9%     |
| угорці         | 5              | 0,1%     |
| українці       | 2              | < 0,1%   |

Рідною мовою назвали:
| Мова       | Кількість осіб | Відсоток |
| ---------- | -------------- | -------- |
| румунська  | 5402           | 99,2%    |
| словацька  | 38             | 0,7%     |
| угорська   | 4              | 0,1%     |
| українська | 2              | < 0,1%   |

Склад населення комуни за віросповіданням:
| Релігія            | Кількість осіб | Відсоток |
| ------------------ | -------------- | -------- |
| православні        | 4022           | 73,9%    |
| римо-католики      | 852            | 15,6%    |
| греко-католики     | 221            | 4,1%     |
| баптисти           | 17             | 0,3%     |
| п'ятдесятники      | 14             | 0,3%     |
| адвентисти         | 4              | 0,1%     |
| реформати          | 1              | < 0,1%   |
| старообрядці       | 1              | < 0,1%   |
| не вказали релігію | 2              | < 0,1%   |